# Gian Paolo Rosmino
Gian Paolo Rosmino (2 de julio de 1888 – 20 de julio de 1982) fue un actor, director y guionista cinematográfico de nacionalidad italiana.

## Biografía
Nacido en Turín, Italia, y diplomado en contabilidad, siendo joven frecuentaba algunas compañías teatrales de su ciudad natal, hasta que debutó en la compañía de Gero Zambuto, actuando posteriormente en la de Annibale Ninchi.
Abandonando el teatro para dedicarse al cine mudo, trabajó primero como actor y poco más tarde también como director en estudios cinematográficos turineses. Su esposa, Erminia Peretto (1893-1977), actriz cuyo nombre artístico era Suzanne Fabre, actuó en algunos de sus filmes.
A finales de la década de 1920 volvió al teatro colaborando con Ruggero Ruggeri y Antonio Gandusio, y formando parte de una larga gira por América del Sur. A su finalización, Goffredo Alessandrini lo contrató para ser protagonista de su primer film sonoro, Don Bosco. A partir de entonces se repartió entre la interpretación y la dirección, finalizando su carrera en el mundo del cine en 1964.
Gian Paolo Rosmino falleció en Rapallo, Italia, en 1982.

## Filmografía

### Como actor
| - Follia (1913) - L'amicizia di Polo, de Gian Paolo Rosmino (1913) - La falsa strada (1913) - Ma l'amor mio non muore, de Mario Caserini (1913) - Nerone e Agrippina (1913) - Il raggio meraviglioso (1913) - Lo scrigno dei milioni (1914) - Guerra in tempo di pace (1914) - Tenebre... (1914) - Iwna, la perla del Gange (1914) - Brivido di morte (1914) - Mai più! (1914) - Cofanetto dei milioni (1914) - Pagine sparse (1914) - La pantomima della morte, de Mario Caserini (1915) - Il gioco dell'amore (1915) - Diamanti e documenti (1915) - La strega, de Gian Paolo Rosmino (1915) - Sul limite del Nirvana (1915) - Sul campo dell'onore (1915) - Le memorie del diavolo (1915) - Fiore di autunno (1916) - Come in quel giorno (1916) - Passano gli Unni... (1916) - La vida y la muerte (1916) - Ironie della vita (1917) - La vita e la morte (1917) - Gli invasori, de Gian Paolo Rosmino (1918) - Leda senza cigno (1918) - La dame en gris, de Gian Paolo Rosmino (1919) - Le due rose (1919) - Te lo dirò domani, de Gian Paolo Rosmino (1919) - La riscossa delle maschere (1919) - Per la sua bocca (1919) - Fugge la gloria, de Gian Paolo Rosmino (1920) - La telefonata del diavolo, de Gian Paolo Rosmino (1920) - La signora innamorata, de Gian Paolo Rosmino (1920) - Il club degli stravaganti (1921) - Mia moglie si è fidanzata (1921) - Onda sanguigna, de Gian Paolo Rosmino (1921) - Te chiamme Maria, de Gian Paolo Rosmino (1921) | - La pianista di Haynes (1921) - Il miraggio di mezzanotte (1922) - Un cuore, un pugnale, un cervello (1922) - La trappola, de Eugenio Perego (1922) - I martiri d'Italia, de Domenico Gaido (1927) - Nterra 'e Surriento, de Gian Paolo Rosmino (1928) - Aldebaran, de Alessandro Blasetti (1935) - Don Bosco, de Goffredo Alessandrini (1935) - La danza delle lancette, de Mario Baffico (1936) - Bertoldo, Bertoldino e Cacasenno, de Giorgio Simonelli (1936) - L'amore si fa così (1939) - La mia canzone al vento (1939) - L'ospite di una notte (1939) - L'attore scomparso (1941) - Il fanciullo del West, de Giorgio Ferroni (1942) - Sant'Elena, piccola isola, de Umberto Scarpelli y Renato Simoni (1943) - Rita da Cascia (1943) - I miserabili, de Riccardo Freda (1948) - Fiamma che non si spegne (1949) - Enrico Caruso, leggenda di una voce (1951) - Le meravigliose avventure di Guerrin Meschino (1952) - Giuseppe Verdi, de Raffaello Matarazzo (1953) - Frine, cortigiana d'Oriente, de Mario Bonnard (1953) - Il Sacco di Roma (1953) - Il ritorno di don Camillo, de Julien Duvivier (1953) - Melodie immortali - Mascagni (1953) - La hija de Mata-Hari, de Renzo Merusi y Carmine Gallone (1954) - Un po' di cielo (1955) - Il prezzo della gloria, de Antonio Musu (1955) - Afrodite, dea dell'amore, de Mario Bonnard (1958) - Hércules, de Pietro Francisci (1958) - Primo amore, de Mario Camerini (1958) - La battaglia di Maratona, de Jacques Tourneur y Mario Bava (1959) - L'ira di Achille (1962) - La freccia d'oro (1962) - La vendetta di Spartacus, de Michele Lupo (1964) - Le inchieste del commissario Maigret, de Mario Landi (1965, serie TV, un episodio) |

### Director
- L'amicizia di Polo (1913)
- La strega (1915)
- Gli invasori (1918)
- La dame en gris (1919)
- Per la sua bocca (1919)
- Te lo dirò domani (1919)
- L'assassinio del Jokey (1920)
- Fugge la gloria (1920)
- La signora innamorata (1920)
- La telefonata del diavolo (1920)
- Onda sanguigna (1921)
- Te chiamme Maria (1921)
- Nterra 'e Surriento (1928)
- Le sorprese del vagone letto (1940)
- Le signorine della villa accanto (1942)
- L'ippocampo (1945)

### Guionista
- Ironie della vita, de Mario Roncoroni (1917)
- Le sorprese del vagone letto, de Gian Paolo Rosmino (1940)